# Équipe du Bénin de rugby à XV
L'équipe nationale de rugby à XV du Bénin rassemble les meilleurs joueurs de rugby à XV du Bénin. Classée en division 2, elle participe à l'Africa cup dans le groupe Ouest. Une année sur deux, les années paires, cette compétition se joue à sept.

## Histoire
La fédération béninoise de rugby a été créée le 9 juillet 2008. Parmi les membres fondateurs, le trésorier adjoint Romaric Kinmabou deviendra en 2017, directeur technique jusqu'en 2020,. En 2011, le joueur bagnérais d'origine béninoise Eric Kossou est appelé par la fédération béninoise comme sélectionneur de l'équipe national pour l'Africa cup 2011, à Bamako au Mali . Lors de la phase de qualification, le Bénin perd face au Ghana et termine 6e de son groupe de division 2. En 2015, lors de la même compétition, l'équipe béninoise termine dernière de son groupe lors des phases éliminatoires.
Jusqu'en 2022, la fédération a concentré ses efforts sur le rugby à sept, avec en 2019, l'organisation de la coupe d'Afrique des nations de la zone Ouest. Le nouveau président de la fédération, Faustin Dahito, lance en 2021 un plan d'action sur trois ans pour promouvoir le rugby féminin au sein de la fédération,. Un championnat national de rugby féminin à 7 voit ainsi le jour en 2022. Les équipes de rugby à sept masculines et féminines jouent dans des compétitions internationales.
La même année, le comité exécutif de la fédération de rugby annonce le retour d'un championnat national de rugby masculin à XV. Le championnat débute le 3 juillet 2022. Le 11 décembre 2022, c'est le club des Alligators, qui avait déjà remporté le championnat à sept joueurs en 2022, à Comé, qui sort vainqueur de cette première édition,.

### Articles liés
- Coupe d'Afrique de rugby à XV